# Pejeruk
Pejeruk is een bestuurslaag in het regentschap Mataram van de provincie West-Nusa Tenggara, Indonesië. Pejeruk telt 8996 inwoners (volkstelling 2010).